# Ponte da ilha Russky
A ponte da ilha Russky (em russo:  Мост на остров Русский) é uma ponte estaiada, completada e inaugurada em 2012, que liga a ilha Russky à cidade de Vladivostok. Este projeto faz parte de uma série de obras que visa o encontro anual da APEC em setembro do mesmo ano. É presentemente a mais longa ponte estaiada do mundo  a ponte do seu tipo com os mais altos pilares (320,9 m), e a segunda com os pilares mais altos do mundo, após o viaduto de Millau. O seu comprimento total é de 1885,53 m, e o vão central tem 1104 m (sendo mais longo que o da ponte de Sutong, na China, com 1088 m).
A ponte ficou completa em julho de 2012 e foi inaugurada pelo primeiro-ministro da Rússia  Dmitry Medvedev. Em 3 de setembro de 2012, a ponte recebeu oficialmente o seu nome.

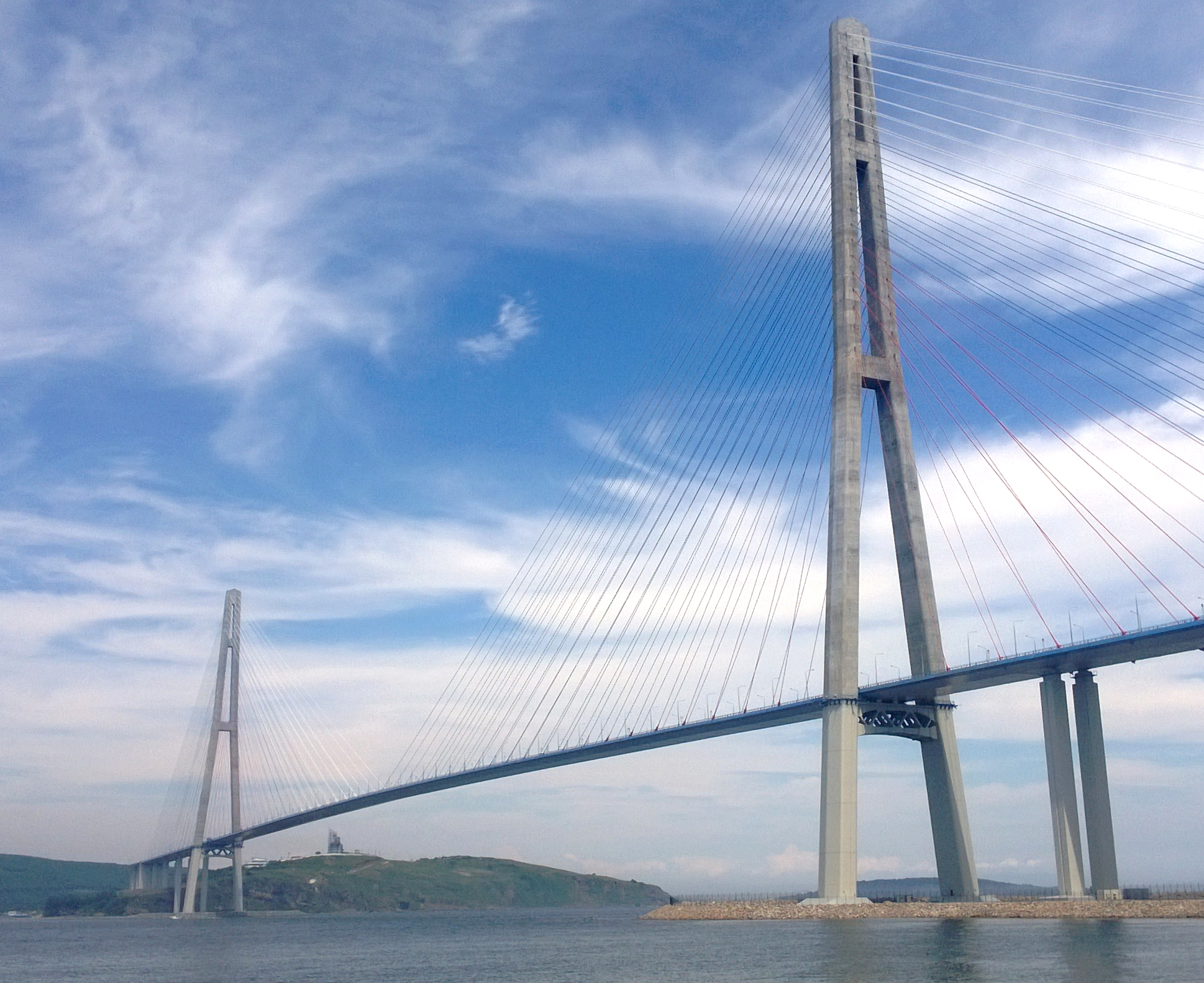
No começo das obras em 2009

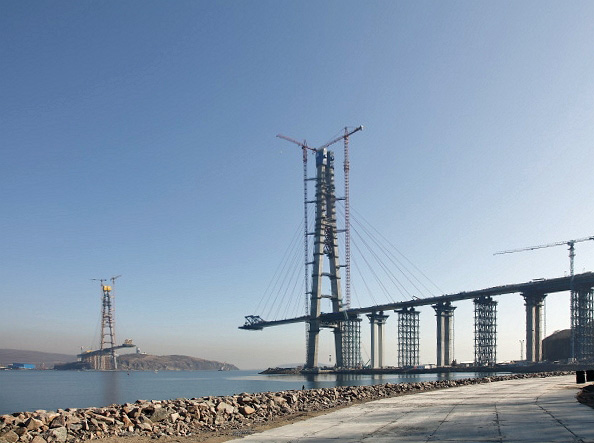
A ponte em construção

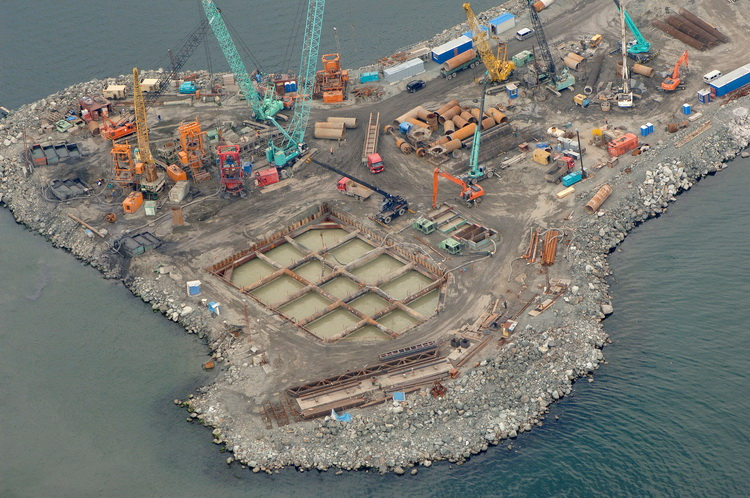
A construção em setembro de 2009